# Championnat du Venezuela de football 2000-2001
Navigation
Saison 1999-2000 Saison 2001-2002
La saison 2000-2001 du championnat du Venezuela de football est la quarante-cinquième édition du championnat de première division professionnelle au Venezuela et la quatre-vingt-unième saison du championnat national.
Le championnat s'articule en deux compétitions distinctes. La première moitié de saison est consacrée à la Copa Venezuela, qui réunit 16 équipes de première et deuxième divisions. Le championnat à proprement parler est disputé par les dix meilleures équipes, connues grâce à un classement cumulé de la Coupe et du championnat de la saison précédente.
C'est le Caracas FC qui remporte la compétition, après avoir  terminé en tête du classement final avec deux points d'avance sur le Trujillanos FC et trois sur le Deportivo Italchacao. C'est le cinquième titre de champion de l'histoire du club, qui réussit même le doublé en remportant la Copa Venezuela face au Deportivo Táchira.

## Compétition
Le barème utilisé pour établir les différents classements est le suivant :
- Victoire : 3 points
- Match nul : 1 point
- Défaite : 0 point

### Copa Venezuela
| Rang | Équipe                | Pts | J  | G | N | P | Bp | Bc | Diff |
| ---- | --------------------- | --- | -- | - | - | - | -- | -- | ---- |
| 1    | Deportivo Táchira FC  | 26  | 14 | 8 | 2 | 4 | 16 | 6  | +10  |
| 2    | ULA Mérida            | 24  | 14 | 7 | 3 | 4 | 23 | 14 | +9   |
| 3    | Trujillanos FC        | 23  | 14 | 6 | 5 | 3 | 14 | 11 | +3   |
| 4    | Estudiantes de Mérida | 22  | 14 | 6 | 4 | 4 | 25 | 15 | +10  |
| 5    | Nacional Táchira      | 19  | 14 | 5 | 4 | 5 | 18 | 19 | -1   |
| 6    | Atlético El Vigía     | 17  | 14 | 5 | 2 | 7 | 13 | 18 | -5   |
| 7    | Portuguesa FC         | 14  | 14 | 3 | 5 | 6 | 13 | 21 | -8   |
| 8    | Zulianos FC           | 9   | 14 | 2 | 3 | 9 | 12 | 30 | -18  |

| Rang | Équipe               | Pts | J  | G | N | P  | Bp | Bc | Diff |
| ---- | -------------------- | --- | -- | - | - | -- | -- | -- | ---- |
| 1    | Caracas FC           | 27  | 14 | 7 | 6 | 1  | 30 | 15 | +15  |
| 2    | Deportivo Italchacao | 25  | 14 | 7 | 4 | 3  | 13 | 8  | +5   |
| 3    | Carabobo FC          | 24  | 14 | 6 | 6 | 2  | 22 | 10 | +12  |
| 4    | Mineros de Guayana   | 20  | 14 | 5 | 5 | 4  | 28 | 14 | +14  |
| 5    | Deportivo Galicia    | 20  | 14 | 5 | 5 | 4  | 28 | 22 | +6   |
| 6    | Monagas SC           | 20  | 14 | 5 | 5 | 4  | 19 | 17 | +2   |
| 7    | Llaneros FC          | 9   | 14 | 2 | 3 | 9  | 18 | 40 | -22  |
| 8    | UD Lara              | 4   | 14 | 0 | 4 | 10 | 5  | 37 | -32  |

| Équipe 1   | Résultat | Équipe 2          | Aller | Retour |
| ---------- | -------- | ----------------- | ----- | ------ |
| Caracas FC | 4 - 3    | Deportivo Táchira | 2 - 1 | 2 - 2  |

### Classement cumulé
Un classement cumulé des résultats du championnat 1999-2000 et de la Coupe du Venezuela permet de déterminer les dix clubs participants à la prochaine édition du championnat.
| Rang | Équipe                | Pts | J  | G  | N  | P  | Bp  | Bc  | Diff |
| ---- | --------------------- | --- | -- | -- | -- | -- | --- | --- | ---- |
| 1    | Deportivo Táchira     | 120 | 58 | 35 | 15 | 8  | 92  | 38  | +54  |
| 2    | Deportivo Italchacao  | 109 | 58 | 31 | 16 | 11 | 80  | 44  | +36  |
| 3    | Caracas FC            | 104 | 58 | 28 | 20 | 10 | 109 | 67  | +42  |
| 4    | Estudiantes de Mérida | 99  | 58 | 29 | 12 | 17 | 105 | 68  | +37  |
| 5    | ULA Mérida            | 80  | 58 | 23 | 11 | 24 | 85  | 77  | +8   |
| 6    | Carabobo FC           | 79  | 57 | 20 | 19 | 18 | 59  | 66  | -7   |
| 7    | Mineros de Guayana    | 75  | 58 | 20 | 15 | 23 | 85  | 80  | +5   |
| 8    | Trujillanos FC        | 70  | 58 | 17 | 19 | 22 | 66  | 74  | -8   |
| 9    | Nacional Táchira      | 61  | 58 | 14 | 19 | 25 | 54  | 83  | -29  |
| 10   | Atlético El Vigía     | 60  | 58 | 16 | 12 | 26 | 70  | 105 | -35  |
| 11   | Zulianos FC           | 60  | 57 | 14 | 18 | 25 | 71  | 90  | -19  |
| 12   | Llaneros FC           | 45  | 58 | 9  | 18 | 31 | 71  | 130 | -59  |
| 13   | Deportivo Galicia     | 20  | 14 | 5  | 5  | 4  | 28  | 22  | +6   |
| 14   | Monagas SC            | 20  | 14 | 5  | 5  | 4  | 19  | 17  | +2   |
| 15   | Portuguesa FC         | 14  | 14 | 3  | 5  | 6  | 13  | 21  | -8   |
| 16   | UD Lara               | 4   | 14 | 0  | 4  | 10 | 5   | 37  | -32  |

|  | Qualification pour le Torneo Nacional |

### Torneo Nacional
Atlético El Vigía vend sa licence au club de Monagas SC avant le début du Torneo Nacional.
| Rang | Équipe                | Pts | J  | G  | N | P  | Bp | Bc | Diff |
| ---- | --------------------- | --- | -- | -- | - | -- | -- | -- | ---- |
| 1    | Caracas FC            | 35  | 18 | 10 | 5 | 3  | 34 | 15 | +19  |
| 2    | Trujillanos FC        | 33  | 18 | 9  | 6 | 3  | 24 | 12 | +12  |
| 3    | Deportivo Italchacao  | 32  | 18 | 9  | 5 | 4  | 29 | 17 | +12  |
| 4    | Estudiantes de Mérida | 29  | 18 | 8  | 5 | 5  | 30 | 23 | +7   |
| 5    | Deportivo TáchiraT    | 27  | 18 | 7  | 6 | 5  | 13 | 11 | +2   |
| 6    | Nacional Táchira      | 21  | 18 | 6  | 3 | 9  | 22 | 26 | -4   |
| 7    | Mineros de Guayana    | 19  | 18 | 5  | 4 | 9  | 20 | 28 | -8   |
| 8    | ULA Mérida            | 18  | 18 | 5  | 3 | 10 | 17 | 33 | -16  |
| 9    | Monagas SC            | 17  | 18 | 4  | 5 | 9  | 21 | 35 | -14  |
| 10   | Carabobo FC           | 15  | 18 | 3  | 6 | 9  | 14 | 24 | -10  |

|  | Qualification pour la Copa Libertadores 2002     |
|  | Qualification pour la Copa Merconorte 2001       |
|  | Participation au barrage de promotion-relégation |
|  | Relégation directe en Segunda A                  |

#### Barrage de promotion-relégation
Le 9e du classement affronte le vice-champion de Segunda A pour déterminer le dernier club participant au championnat la saison prochaine.
| Équipe 1           | Résultat      | Équipe 2   | Aller | Retour |
| ------------------ | ------------- | ---------- | ----- | ------ |
| Portuguesa FC (D2) | 3 - 3 6-5 tab | Monagas SC | 2 - 1 | 1 - 2  |

## Bilan de la saison
| Championnat du Venezuela de football 2000-2001 |                       |
| Champion                                       | Caracas FC (5e titre) |
| Coupes et trophées                             |                       |
| Vainqueur de la Coupe du Venezuela 2000-2001   | Caracas FC            |
| Qualifications continentales                   |                       |
| Copa Libertadores 2002                         | Caracas FC            |
| Copa Libertadores 2002                         | Trujillanos FC        |
| Copa Merconorte 2001                           | Deportivo Italchacao  |
| Promotions et relégations                      |                       |
| Promus en Primera División                     | Deportivo Galicia     |
| Promus en Primera División                     | Portuguesa FC         |
| Relégués en Segunda A                          | Carabobo FC           |
| Relégués en Segunda A                          | Monagas SC            |